# Riccardo di Teate
Riccardo di Teate (1224/1225 – Modena, 26 maggio 1249) fu figlio legittimato dell'imperatore Federico II di Svevia.

## Biografia
Nacque nel 1224/1225 da una relazione fra Manna de Castanea (a sua volta nipote del vescovo Berardo di Castagna) e Federico II di Svevia, Imperatore del Sacro Romano Impero e re di Sicilia.
Dal padre ricevette, nel 1248, la nomina a vicario imperiale (figura che si occupava di rappresentare l'imperatore in sua mancanza) e gli vennero affidate la marca Anconitana, terra che diede i natali al padre, il ducato di Spoleto, dove Federico visse i primissimi anni della sua vita affidato alla duchessa di Urslingen, e la Romagna.
Nella primavera del 1249, avendo i guelfi di Bologna attaccato Modena, andò in suo soccorso insieme al fratellastro Enzo, re di Sardegna. Morì il 26 maggio dello stesso anno, nella battaglia di Fossalta, durante la quale fu catturato e fatto prigioniero dai bolognesi assieme al fratellastro.

## Ascendenza
|                       |   |                       | Genitori                |  |  | Nonni |  |  | Bisnonni            |  |  | Trisnonni          |  |
|                       |   |                       |                         |  |  |       |  |  | Federico Barbarossa |  |  | Federico di Svevia |  |
|                       |   |                       |                         |  |  |       |  |  | Federico Barbarossa |  |  | Federico di Svevia |  |
|                       |   | Giuditta di Baviera   |                         |  |  |       |  |  | Federico Barbarossa |  |  |                    |  |
| Enrico VI di Svevia   |   |                       |                         |  |  |       |  |  | Federico Barbarossa |  |  |                    |  |
|                       |   | Beatrice di Borgogna  | Rinaldo III di Borgogna |  |  |       |  |  |                     |  |  |                    |  |
|                       |   | Beatrice di Borgogna  | Rinaldo III di Borgogna |  |  |       |  |  |                     |  |  |                    |  |
|                       |   | Beatrice di Borgogna  | Agata di Lorena         |  |  |       |  |  |                     |  |  |                    |  |
| Federico II di Svevia |   | Beatrice di Borgogna  |                         |  |  |       |  |  |                     |  |  |                    |  |
|                       |   | Ruggero II di Sicilia | Ruggero I di Sicilia    |  |  |       |  |  |                     |  |  |                    |  |
|                       |   | Ruggero II di Sicilia | Ruggero I di Sicilia    |  |  |       |  |  |                     |  |  |                    |  |
|                       |   | Ruggero II di Sicilia | Adelasia del Vasto      |  |  |       |  |  |                     |  |  |                    |  |
| Costanza d'Altavilla  |   | Ruggero II di Sicilia |                         |  |  |       |  |  |                     |  |  |                    |  |
|                       |   | Beatrice di Rethel    | Gunther di Rethel       |  |  |       |  |  |                     |  |  |                    |  |
|                       |   | Beatrice di Rethel    | Gunther di Rethel       |  |  |       |  |  |                     |  |  |                    |  |
|                       |   | Beatrice di Rethel    | Beatrice di Namur       |  |  |       |  |  |                     |  |  |                    |  |
| Riccardo di Teate     |   | Beatrice di Rethel    |                         |  |  |       |  |  |                     |  |  |                    |  |
|                       | … | …                     |                         |  |  |       |  |  |                     |  |  |                    |  |
|                       | … | …                     |                         |  |  |       |  |  |                     |  |  |                    |  |
|                       | … | …                     |                         |  |  |       |  |  |                     |  |  |                    |  |
| …                     | … |                       |                         |  |  |       |  |  |                     |  |  |                    |  |
|                       |   | …                     | …                       |  |  |       |  |  |                     |  |  |                    |  |
|                       |   | …                     | …                       |  |  |       |  |  |                     |  |  |                    |  |
|                       |   | …                     | …                       |  |  |       |  |  |                     |  |  |                    |  |
| Manna de Castanea     |   | …                     |                         |  |  |       |  |  |                     |  |  |                    |  |
|                       |   | …                     | …                       |  |  |       |  |  |                     |  |  |                    |  |
|                       |   | …                     | …                       |  |  |       |  |  |                     |  |  |                    |  |
|                       |   | …                     | …                       |  |  |       |  |  |                     |  |  |                    |  |
| …                     |   | …                     |                         |  |  |       |  |  |                     |  |  |                    |  |
|                       |   | …                     | …                       |  |  |       |  |  |                     |  |  |                    |  |
|                       |   | …                     | …                       |  |  |       |  |  |                     |  |  |                    |  |
|                       |   | …                     | …                       |  |  |       |  |  |                     |  |  |                    |  |
|                       |   | …                     |                         |  |  |       |  |  |                     |  |  |                    |  |